# Acanthopsyche postica
Acanthopsyche postica är en fjärilsart som beskrevs av Jinhaku Sonan 1935. Acanthopsyche postica ingår i släktet Acanthopsyche och familjen säckspinnare. Inga underarter finns listade i Catalogue of Life.